# Soudougui
Soudougui är ett departement i Burkina Faso.   Det ligger i provinsen Koulpélogo och regionen Centre-Est, i den sydöstra delen av landet, 240 km sydost om huvudstaden Ouagadougou.